# Stakleni paravan (1959.)
Stakleni paravan je hrvatska televizijska drama iz 1959. godine, u režiji Marija Fanellija prema scenariju Milana Nikolića.
Premijerno je prikazana 11. studenoga 1959. na Televiziji Zagreb

## Radnja
Radnja se vrti oko bande krijumčara opojnih droga, krivotvoritelja i prevaranata, a u priči se pojavljuju i tri mrtvaca. Kritičar koji je za Večernji list potpisan inicijalima (na) istaknuo je kako je izvorni scenarij Nikolića predvidio smrt dvojice likova, ali je redatelj Fanelli dodao i trećeg, što je prema njegovom mišljenju učinilo priču zanimljivijom i zapletenijom.

## Glumačka postava
- Zvonimir Ferenčić
- Zlatko Madunić
- Andro Lušičić
- Boris Buzančić
- Sanda Langerholz
- Jovan Ličina
- Mato Ergović

## Kritika
Televizijska drama Stakleni paravan dobila je osvrt u tadašnjem Večernjem listu, gdje je opisana kao „mala, stereotipna kriminalistička priča, o bandi krijumčara opojnih droga, krivotvoriteljima, prevarama — i tri mrtvaca“. Kritičar navodi da prema scenariju Milana Nikolića stradaju dva lika, dok je treći lik eliminiran redateljskom odlukom Marija Fanellija, čime je radnja postala zapletenija i zanimljivija, što je ocijenjeno kao uspjelo redateljsko rješenje.
Kritika dalje ističe da priča „ni po čemu nije naša“ jer se scenarist nije potrudio ugraditi domaći ambijent. Od visine iznosa osiguranja pa do lika istražitelja, sve je, prema ocjeni kritičara, izgledalo poput kopije stranih kriminalističkih obrazaca, pri čemu je Zvonimir Ferenčić „ostvario banalno vjernu kopiju američkog istražitelja“. Iako se priznaje da su autori vjerojatno svjesno birali univerzalne motive, šteta je što se nisu odlučili za domaću tematiku, budući da su i jugoslavenske kriminalističke službe imale iskustva s krijumčarskim aferama koje su mogle poslužiti kao autentična građa.
Unatoč zamjerkama, zaključeno je da su autori ostvarili „zanimljivu i napetu kriminalističku igru“, ispričanu tečno i glumački solidno. Drama se, kao prva domaća televizijska kriminalistička priča, opisuje kao zadovoljavajuća i obećavajuća, uz zaključak da bi taj žanr mogao imati svoju publiku i u budućnosti — naravno, uz pretpostavku da će sljedeći pokušaji nadmašiti ono što ovom prilikom nije postignuto.

## Vanjske poveznice
- Stakleni paravan u internetskoj bazi filmova IMDb-a